# Rhynchocorys kurdica
Rhynchocorys kurdica är en snyltrotsväxtart som beskrevs av Náb.. Rhynchocorys kurdica ingår i släktet Rhynchocorys och familjen snyltrotsväxter. Inga underarter finns listade i Catalogue of Life.